# 塞迈伊
塞迈伊，是匈牙利巴兰尼亚州所辖的一个村。总面积9.47平方公里，总人口483，人口密度51.0人/平方公里（2011年1月1日）。